# Széchényi Ferenc-díj
A Széchényi Ferenc-díj a közgyűjteményi (könyvtári, levéltári, múzeumi) szakterületen dolgozó azon szakembereknek adományozható állami kitüntetés, akik magas színvonalú elméleti vagy gyakorlati tevékenységükkel, új módszerek kidolgozásával és azok alkalmazásával szolgálták szakmájukat.

## Leírás
Az 1999-ben alapított díjat évente, augusztus 20-án, hat személy kaphatja.
A kitüntetett adományozást igazoló okiratot és érmet kap.
Az érem kerek alakú, bronzból készült, átmérője 70, vastagsága 5 mm. Az érem Csíkszentmihályi Róbert szobrászművész alkotása. Előlapján középen a Széchényi Ferenc portréja, a köriratban „SZÉCHÉNYI FERENC-DÍJ” felirat szerepel. A hátlapon köriratban „KÖZGYŰJTEMÉNY SZOLGÁLATÁÉRT” felirat szerepel.

## Díjazottak

### 2000
- Endrei Walter ny. textilmuzeológus
- Kecskeméti Tibor ny. természettudományi muzeológus
- Kiss László, az Országos Műszaki Múzeum ny. főigazgató-helyettese
- Lakos János főlevéltáros, c. főigazgató
- Papp István, a Fővárosi Szabó Ervin Könyvtár ny. főigazgató-helyettese
- Varga János akadémikus, a Magyar Országos Levéltár ny. főigazgatója

### 2001
- Albrechtné Kunszeri Gabriella, a Magyar Országos Levéltár állományvédelmi osztályának vezetője
- Erdmann Gyula, a Békés Megyei Levéltár igazgatója
- Király Szabolcs, a Somogy Megyei Múzeumok Igazgatóságának igazgatója
- B. Kovács István, a rimaszombati Gömöri Múzeum néprajzos-régész muzeológusa
- Kónya Ádám, a sepsiszentgyörgyi Székely Nemzeti Múzeum ny. igazgatója
- Vajda Erik, az Országos Műszaki Információs Központ és Könyvtár ny. főosztályvezetője

### 2002[1]
- Balogh István, a Szabolcs-Szatmár-Bereg Megyei Önkormányzat Levéltára ny. igazgatója
- Gecsényi Lajos, a Magyar Országos Levéltár főigazgatója
- Kovács Béla, a Heves Megyei Levéltár ny. igazgatója
- Pintér János, a Magyar Nemzeti Múzeum főigazgató-helyettese
- Tószegi Zsuzsanna, a Neumann János Digitális Könyvtár- és Multimédia Központ ügyvezető igazgatója
- Vavrinecz Veronika zenei könyvtáros, a Győri Richter János Zenei Archívum vezetője

### 2003
- Bodó Sándor, a Budapesti Történeti Múzeum főigazgatója
- Borsa Gedeon, az Országos Széchényi Könyvtár kézirattárosa
- Dóka Klára főlevéltáros
- G. Vass István c. főigazgató, főosztályvezető, főlevéltáros
- Mader Béla, a Szegedi Tudományegyetem Könyvtárának igazgatója
- Szabó Sándor, az ELTE Tanárképző Főiskolai Kar docense

### 2004
- Blazovich László, a Csongrád Megyei Levéltár igazgatója
- Horváth Tibor, az Országos Pedagógiai Könyvtár és Múzeum ny. főigazgatója
- Ikvai Nándorné Sándor Ildikó, a Pest Megyei Múzeumok Igazgatósága Ferenczy Múzeumának néprajzos muzeológusa
- Farkas Attila, az Országos Katolikus Gyűjteményi Központ érseki tanácsos művészettörténésze
- Molnár József, a Nemzeti Kulturális Örökség Minisztériuma Levéltári Osztályának osztályvezetője
- Varga Gyula, a Hajdú-Bihar Megyei Múzeumok Igazgatósága Déri Múzeumának néprajzi osztályvezetője

### 2005
- Gerő Gyula, az Országos Széchényi Könyvtár Könyvtártudományi és Módszertani Központ ny. munkatársa
- Kiss Mária, a Vas Megyei Levéltár ny. igazgatója, a Szombathelyi Püspöki Levéltár vezetője
- Selmeczi Kovács Attila, a Néprajzi Múzeum főmuzeológusa
- Szalai Ágnes, a Fővárosi Szabó Ervin Könyvtár zenei gyűjtemény ny. könyvtáros vezetője
- Szűcs László, a Magyar Országos Levéltár főtanácsos főmuzeológusa
- Ungváry Rudolf, az Országos Széchényi Könyvtár ny. könyvtárosa

### 2006
- Böőr László ny. főlevéltáros
- Csaplár Ferenc, a Petőfi Irodalmi Múzeum Kassák Múzeum muzeológus-irodalomtörténésze
- Dobrik István, a Miskolci Galéria Városi Művészeti Múzeum művészettörténész-igazgatója
- Dörnyei Sándor, az Országos Széchényi Könyvtár ny. főkönyvtárosa
- Madarász Lajos, a Veszprémi Megyei Levéltár levéltár-igazgatója
- Tóth Gyula, a Szombathelyi Berzsenyi Dániel Főiskola Könyvtár- és Információtudományi Tanszék főiskolai tanára

### 2007
- Bán Péter, a Heves Megyei Levéltár igazgatója, a történelemtudomány doktora
- Celler Zsuzsanna, az Országos Pedagógiai Könyvtár és Múzeum tudományos főmunkatársa
- Kócziánné Szentpéteri Erzsébet, az Országos Műszaki Múzeum főigazgatója
- Nagy Attila, az Országos Széchényi Könyvtár Könyvtári Intézet nyugalmazott tudományos kutatója
- Nyulászi Gáborné Straub Éva, a Magyar Országos Levéltár főlevéltárosa, főosztályvezetője
- Veres László, a Borsod-Abaúj-Zemplén Megyei Múzeumi Szervezet igazgatója

### 2008
- Á. Varga László, Budapesti Főváros Levéltára főigazgatója
- Pojjákné Vásárhelyi Judit tudományos kutató, az Országos Széchényi Könyvtár XV-XVIII. századi Könyvtártörténeti Osztály vezetője
- Ramháb Mária, a kecskeméti Katona József Könyvtár igazgató főtanácsosa
- Szatmári Sarolta régész-muzeológus, a Magyar Mezőgazdasági Múzeum főigazgató-helyettese
- Szögi László, az Eötvös Loránd Tudományegyetem Egyetemi Könyvtár főigazgatója, az Egyetemi Levéltár igazgatója
- Zombori István, a szegedi Móra Ferenc Múzeum igazgatója

### 2009
- Balázs Sándorné Veredy Katalin, az Országgyűlési Könyvtár nyugalmazott főigazgatója
- Bényei Miklós, a Debreceni Egyetem nyugalmazott egyetemi docense, könyvtáros
- Borosy András, a Pest Megyei Levéltár ny. főlevéltárosa
- Körmendy Lajos, a Magyar Országos Levéltár főosztályvezetője, főlevéltáros
- Novák Veronika, a Pozsonyi Állami Levéltár Vágsellyei Fióklevéltár igazgatója, levéltáros
- Vízkelety Andrásné, az Országos Széchényi Könyvtár tudományos kutatója

### 2010
- Darkó Jenő, a Pest Megyei Múzeumok Igazgatósága címzetes megyei múzeumigazgatója
- Katsányi Sándor, a Fővárosi Szabó Ervin Könyvtár nyugalmazott főosztályvezetője
- Pál-Antal Sándor, a Marosvásárhelyi Állami Levéltár nyugalmazott tanácsos-levéltárosa
- Sebestyén György, az ELTE BTK Könyvtártudományi Tanszék tanszékvezető egyetemi tanára
- Tilcsik György, a Vas Megyei Levéltár igazgatója
- Viga Gyula, a Borsod-Abaúj-Zemplén Megyei Múzeumi Igazgatóság megbízott megyei múzeumigazgatója

### 2011[2]
- Bartos Éva könyvtáros, az Országos Széchényi Könyvtár Könyvtári Intézet igazgatója
- Csombor Erzsébet főlevéltáros, a Komárom-Esztergom Megyei Önkormányzat Levéltára igazgatója
- Fodor István levéltáros, a Zentai Történelmi Levéltár igazgatója
- Hervay Ferenc Levente ciszterci szerzetes atya, a Zirci Ciszterci Apátság Újkönyvtára könyvtárvezetője
- Madas Edit tudományos kutató, irodalomtörténész, az MTA doktora, Országos Széchényi Könyvtár, Res Libraria Hungariae Kutatócsoport
- Varga Róbert könyvtáros, a kaposvári Megyei és Városi Könyvtár nyugalmazott igazgatója

### 2012
- Barátné Hajdu Ágnes főiskolai tanár, Szegedi Tudományegyetem Juhász Gyula Pedagógusképző Kar, Felnőttképzési Intézet Könyvtár- és múzeumpedagógiai szakcsoport[3]
- Bene János megyei múzeumigazgató, Jósa András Múzeum, Nyíregyháza
- Hír János igazgató, Nógrád Megyei Múzeumi Szervezet - Pásztói Múzeum
- Kiss András nyugalmazott levéltáros, történész, Kolozsvár
- Radics Kálmán igazgató, Hajdú-Bihar Megyei Levéltár
- Skaliczki Judit nyugalmazott főosztályvezető-helyettes, Oktatási és Kulturális Minisztérium

## Külső hivatkozások
- 3/1999. (II. 24.) NKÖM rendelet